# Nick Chubb
Nicholas Jamaal Chubb (Cedartown, Georgia, 27 de diciembre de 1995) más conocido como Nick Chubb, es un jugador profesional estadounidense de fútbol americano que se desempeña en la posición de running back en Cleveland Browns, equipo de la National Football League (NFL).

## Carrera
Fue seleccionado en la segunda ronda en la Reunión Anual de Selección de Jugadores de la NFL de 2018. Hizo su debut profesional con el equipo Cleveland Browns, donde lleva jugando seis temporadas.